# Camptoscinella annulitibia
Camptoscinella annulitibia är en tvåvingeart som beskrevs av Curtis W. Sabrosky 1951. Camptoscinella annulitibia ingår i släktet Camptoscinella och familjen fritflugor.
Artens utbredningsområde är Uganda. Inga underarter finns listade i Catalogue of Life.